# جيم براون (لاعب هوكي الجليد)
جيم براون (بالإنجليزية: Jim Brown)‏ هو لاعب هوكي الجليد أمريكي، ولد في 1 مارس 1960 في فينيكس في الولايات المتحدة.

## وصلات خارجية
- جيم براون على موقع دوري الهوكي الوطني (الإنجليزية)
- جيم براون على موقع قاعة مشاهير الهوكي (لاعب أن.إتش.أل) (الإنجليزية)
- جيم براون على موقع EliteProspects.com (الإنجليزية)
- جيم براون على موقع HockeyDB.com (الإنجليزية)
- جيم براون على موقع Hockey-Reference.com (الإنجليزية)